# Збышко, Ларри
Ло́уренс Уи́стлер (англ. Lawrence Whistler, род. 5 декабря 1951, Чикаго, Иллинойс) — американский рестлер и автор, более известный под именем Ла́рри Збы́шко (англ. Larry Zbyszko).
Наиболее известный своей враждой со своим наставником Бруно Саммартино в начале 1980-х годов, а также работой в качестве рестлера и комментатора в World Championship Wrestling. Среди прочих заслуг, он является двукратным чемпионом мира, дважды владея титулом чемпиона мира AWA в тяжелом весе. Он является последним обладателем этого титула.
28 марта 2015 года Збышко был введен в Зал славы WWE.

## Личная жизнь
В 1988 году он женился на Кэтлин Ганье (дочери основателя AWA Верна Ганье и сестре рестлера Грега Ганье), у них есть сын, который также является рестлером — Тим Збышко. У него есть еще три сына: Майкл, Джон и Роберт.

## Титулы и достижения
- American Wrestling Association
  - Чемпион Америки AWA в тяжёлом весе (1 раз)
  - Чемпион мира в тяжёлом весе AWA (2 раза)[2]
- AWA Superstars of Wrestling
  - Чемпион мира AWA Superstars of Wrestling в тяжёлом весе (1 раз)[3]
  - Командный чемпион мира шести человек AWA (1 раз) – с Чейсин Рэнсом и Сетом Спрингером
- Cauliflower Alley Club
  - Другие лауреаты (1996)
- Georgia Championship Wrestling
  - Национальный чемпион NWA в тяжёлом весе (2 раза)[4]
- Jim Crockett Promotions / World Championship Wrestling
  - Чемпион наследия западных штатов NWA (1 раз)[5]
  - Командный чемпион мира WCW (1 раз) – с Арном Андерсоном[6]
  - Телевизионный чемпион мира WCW (1 раз)[7]
  - Турнир за командное чемпионство мира WCW (1991) – с Арном Андерсоном
- Legends Pro Wrestling
  - Зал славы XWF/LPW (2008)
- NWA Hollywood Wrestling
  - Телевизионный чемпион NWA "Beat the Champ" (1 раз)[8]
- Зал славы рестлинга Новой Англии
  - С 2010 года
- Pro Wrestling Illustrated
  - Матч года PWI (1980) пр. Бруно Саммартино в матче в стальной клетке на Showdown at Shea
  - Самый ненавидимый рестлер года PWI (1980)
  - Новичок года PWI (1974)
  - Команда года PWI (1991) с Арном Андерсоном
  - № 38 в топ 500 рестлеров в рейтинге PWI 500 в 1991[9]
- Southern Championship Wrestling
  - Южный командный чемпион SCW (1 раз) – с мистером Сен-Лораном
- USA Championship Wrestling
  - Североамериканский чемпион USA в тяжёлом весе (1 раз)
- World Wide Wrestling Federation/WWE
  - Командный чемпион WWWF (1 раз) – с Тони Гареа[10]
  - Зал славы WWE (2015)[11]
- Wrestling Observer Newsletter
  - Лучший хил (1980)
  - Вражда года (1980) пр. Бруно Саммартино
  - Самый прибавивший рестлер (1980)